# Beaulieu (Hampshire)

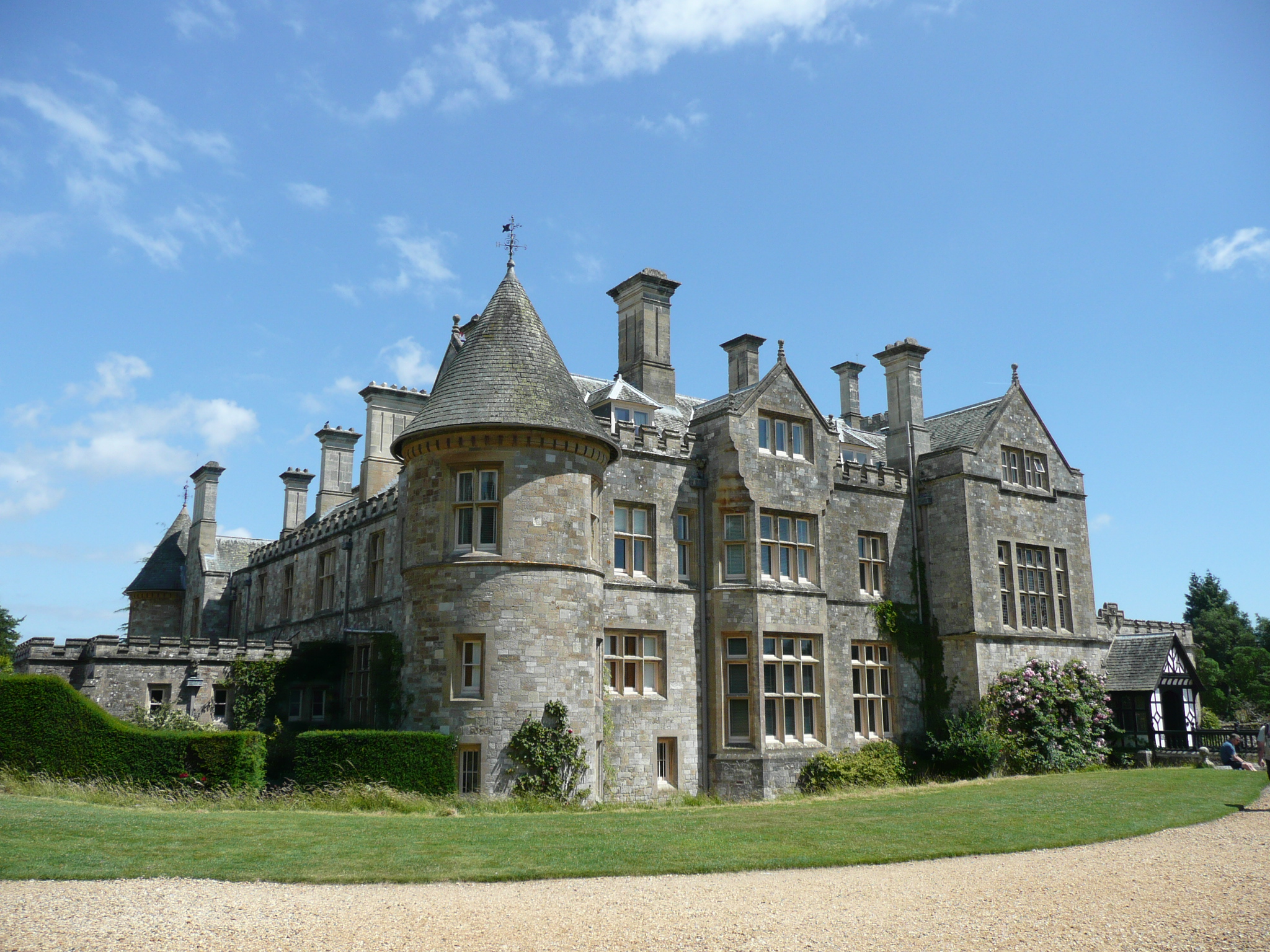
Beaulieu Palace House

Beaulieu [ˈbjuːli]  ist ein kleiner Ort in Hampshire, England, nahe der Südküste und südwestlich von Southampton.
Das Anwesen Palace House (nicht zu verwechseln mit dem Palace of Beaulieu in Essex), das den Ort von der anderen Seite des Beaulieu River überblickt, begann 1204 als Torhaus zur Beaulieu Abbey und war seit 1538 das Anwesen der Familie des jeweiligen Barons Montagu of Beaulieu, als dieser es in der Folge der Auflösung der Klöster durch König Heinrich den Achten von England von der Krone erwarb.
Das Haus wurde im 16. Jahrhundert erweitert und wiederum im 19. Jahrhundert, und es ist heutzutage ein gutes Beispiel für ein gotisches Landhaus. Obwohl es weiterhin als Wohnsitz des Barons Montagu dient, sind Teile des Hauses für die Öffentlichkeit zugänglich. Es ist ein Mitglied des Konsortiums Treasure Houses of England. 2019 wurde Beaulieu von rund 327.000 Personen besucht. 2023 betrug die Besucherzahl etwa 321.000 Personen.

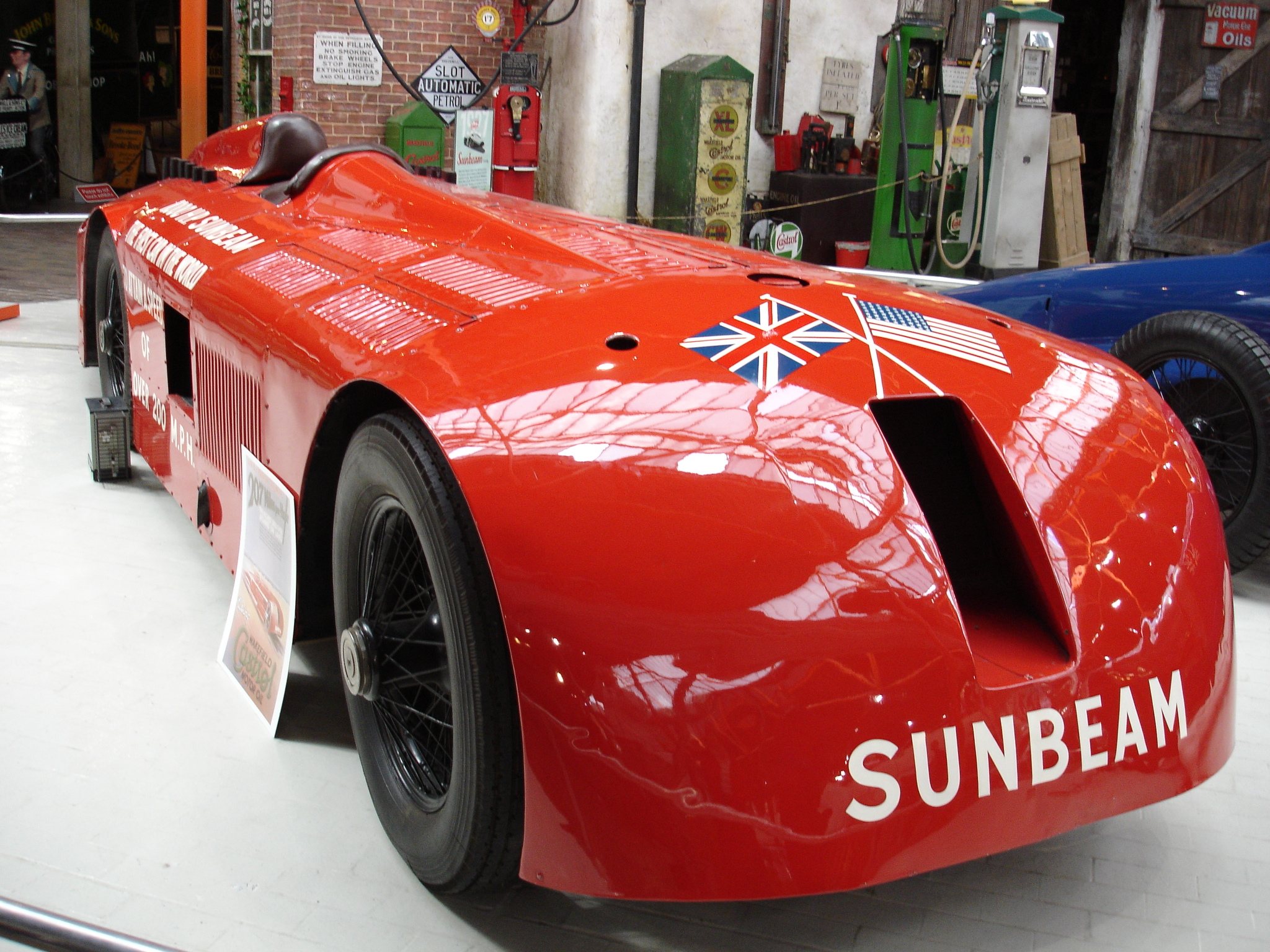
Sunbeam 1000 hp

Der Ort ist auch Heimat des National Motor Museum. Das Museum, das 1952 als The Montagu Motor Museum in Privatbesitz eröffnet wurde, wurde 1972 in eine Stiftung gewandelt. Das Museum enthält eine wichtige Sammlung historischer Motorfahrzeuge, einschließlich vier Weltrekordfahrzeuge. Seit 40 Jahren findet alljährlich im September der von Lord Montagu ins Leben gerufene Autojumble statt. Er war ursprünglich als Autoteilemarkt dazu gedacht, mehr Museumsbesucher anzuziehen. Im Jahr 2010 war er mit 2200 Ausstellern auf drei zum Gelände gehörenden Wiesen der größte Automarkt Englands.
Der pittoreske Weiler Buckler’s Hard ist mit seiner georgianischen Architektur am Beaulieu River Teil der 9000 Ar (36 km²) umfassenden Gemeinde Beaulieu. Die Werft dieses Ortes war die Wiege vieler britischer Schiffe, einschließlich der Schiffe der Flotte von Admiral Nelson, und nutzte das Holz aus dem New Forest. Die Industrie ging im 19. Jahrhundert zurück, und heute dient die alte Werft als Touristenattraktion mit einem kleinen Marinemuseum und einer modernen Yacht-Marina. In Buckler’s Hard begann und endete Sir Francis Chichester seine Einhand-Weltumsegelung in der Gipsy Moth IV.
In den späten 1950er Jahren war Beaulieu mit dem Beaulieu Jazz Festival der Ort eines der ersten britischen Experimente der Popkultur, das sich schnell zu einem der bedeutendsten Ereignisse im Jahreskalender der Jazz- und Popszene Englands entwickelte. Das Festival ging jeden Sommer einher mit Camping-Übernachtungen, einer Invasion junger Menschen aufs Land, exzentrischer Kleidung, wilder Musik und gelegentlich noch wilderem Benehmen. Die Entwicklung kulminierte in der so genannten Battle of Beaulieu (Schlacht von Beaulieu) beim 1960er Festival, als rivalisierende Anhänger moderner und traditioneller Jazzmusik eine Art Wettbewerb der Subkultur ausfochten. Was genau geschah ist umstritten. Nach Einigen wurden Rufe nach freiem Bier für die Arbeiterklasse laut und Unmut von Teilen des Publikums mit der an eine Gartenparty für die Upper Class erinnernden Festivalaufmachung. Die Bühne wurde gestürmt, ein Gebäude geriet in Brand, es gab stundenlange Kämpfe mit der Polizei und 39 Personen wurden verletzt. Es gibt sogar Fernsehaufnahmen der BBC, die aber abgebrochen wurden, als Teile des Publikums die Bühne stürmten, die ein umgebautes Karussell war (zu der Zeit spielte gerade Acker Bilk). Eine Zeitung sprach tags darauf vom Beatnik Horror. Lord Montagu setzte das Festival 1961 noch einmal fort, die Sicherheitsaufwendungen waren aber zu hoch.